# Habitations sociales Marconi
Les Habitations sociales Marconi constituent un vaste ensemble d'habitations sociales de styles Art nouveau et éclectique érigées par les architectes Léon Govaerts, Émile Hellemans et Henri Jacobs à Forest, une des 19 communes composant la Région de Bruxelles-Capitale en Belgique.

## Localisation
Les Habitations sociales Marconi se dressent aux numéros 32 (Govaerts), 34 (Hellemans) et 38-40-42 (Jacobs) de la rue Marconi, au cœur d'un quartier ouvrier où l'on trouve de nombreuses autres habitations sociales dont les deux immeubles de logements sociaux construits par les architectes C. De Quécker et A. Hannaert en 1903 aux numéros 14 à 22 et 19 à 31 de la rue Rodenbach, une rue située juste derrière la rue Marconi.

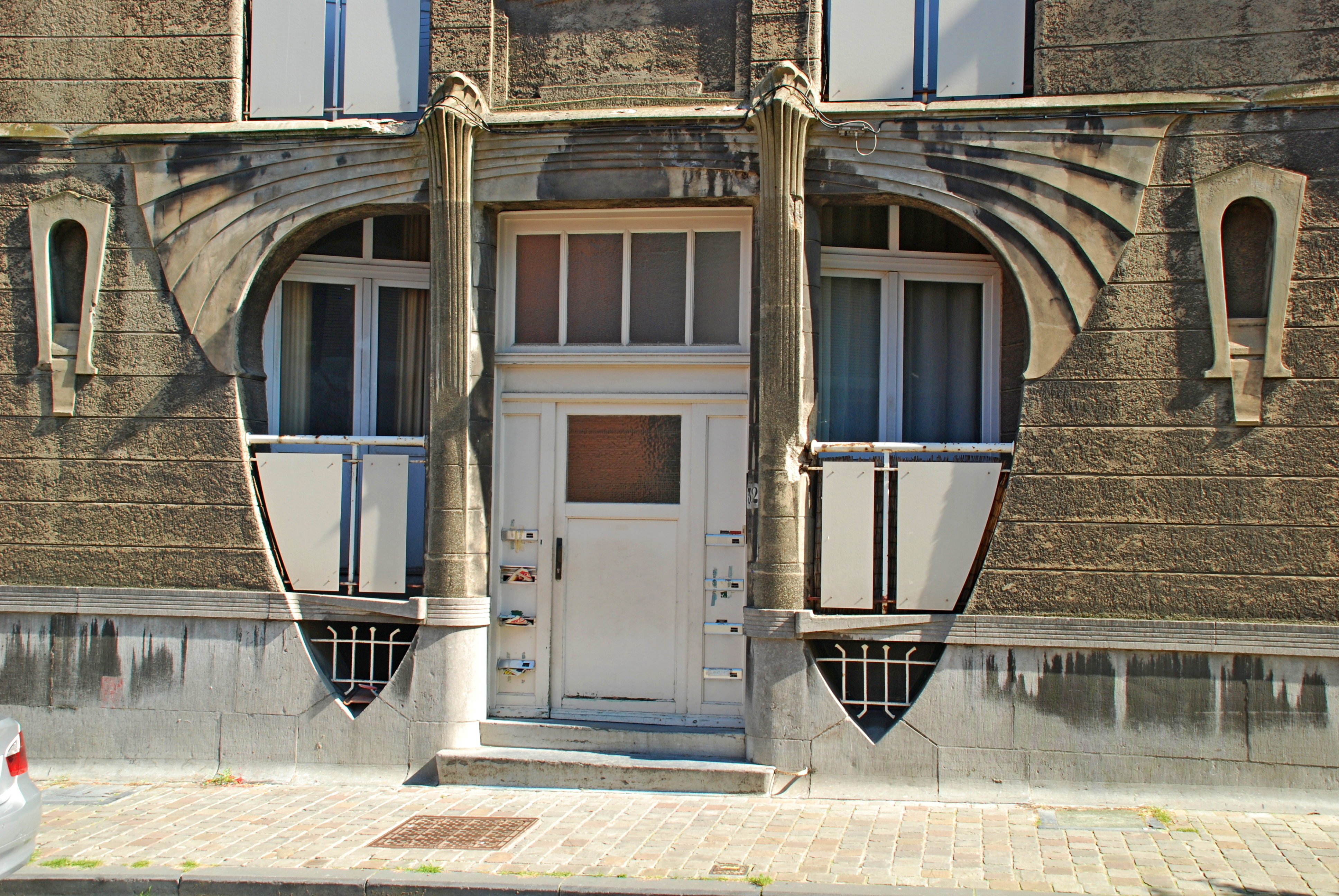
Le porche de l'immeuble de Léon Govaerts (n° 32).

## Historique
« À la requête du Comité de Patronage des Habitations ouvrières, les plans d'alignement du quartier Berkendael devaient comprendre des terrains affectés à la construction d'habitations destinées à la classe ouvrière. À cet effet, Frédéric Brugmann, le neveu de Georges décédé en 1900, céda à la Société anonyme des Habitations à Bon Marché de l'agglomération bruxelloise des parcelles situées à Forest, de part et d'autre de la rue du Chat ou Katten Weg (rue Rodenbach) et le long de la rue Verte ou Groene Weg (rue Marconi), où se dressaient déjà quelques maisons ouvrières. ». 
La Société anonyme des Habitations à Bon marché de l’agglomération bruxelloise a confié la réalisation des trois immeubles de logements sociaux de la rue Marconi aux architectes Léon Govaerts, Émile Hellemans, et Henri Jacobs,,.
L'immeuble du n° 32 a été construit en style Art nouveau géométrique par Léon Govaerts en 1901, le n° 34 en style éclectique par Émile Hellemans, probablement en 1902, et les n° 38-40-42 par Henri Jacobs en 1901-1903 dans un style éclectique d’inspiration Art nouveau.
L'immeuble construit par Léon Govaerts au n° 32 fait l'objet d'un classement au titre des monuments historiques depuis le 6 novembre 1997 sous la référence 2322-0032/0.

## Architecture

### L'immeuble de Léon Govaert (Art nouveau, 1901)
« La façade la plus étonnante est celle qui est signée par Govaerts. La confrontation entre le béton grenu et le décor en ciment lisse, le traitement original du linteau au-dessus de la porte d’entrée et des terrasses adjacentes, donnent à cette façade une empreinte Art nouveau expressionniste. ».
Cette façade réalisée en béton grenu rehaussé d'un décor en ciment lisse compte quatre niveaux et quatre travées, dont les deux centrales sont plus étroites.
Elle est percée au rez-de chaussée d'un porche d'inspiration égyptienne. La porte et les deux baies elliptiques qui l'encadrent sont surmontés et enveloppés par une large linteau qui se déploie comme les ailes d'un papillon et est porté par les piédroits moulurés de la porte, qui prennent de plus en plus de relief au fur et à mesure qu'ils montent.
Chaque baie de l'édifice est constituée d'une porte-fenêtre placée de biais par rapport au plan de la façade, donnant sur une petite terrasse.
Au rez-de-chaussée et aux deux premiers étages, les baies sont surmontées d'un linteau en forme d'arc surbaissé évoquant le linteau d'inspiration égyptienne du porche, tandis qu'au dernier étage les linteaux sont plats mais soutenus aux angles par des sommiers reprenant verticalement le motif en faisceaux qui caractérise les linteaux décrits ci-avant.
À tous les niveaux, les trumeaux sont percés d'étroites petites niches cintrées aveugles à l'encadrement saillant fait de ciment lisse.

L'immeuble de Govaert
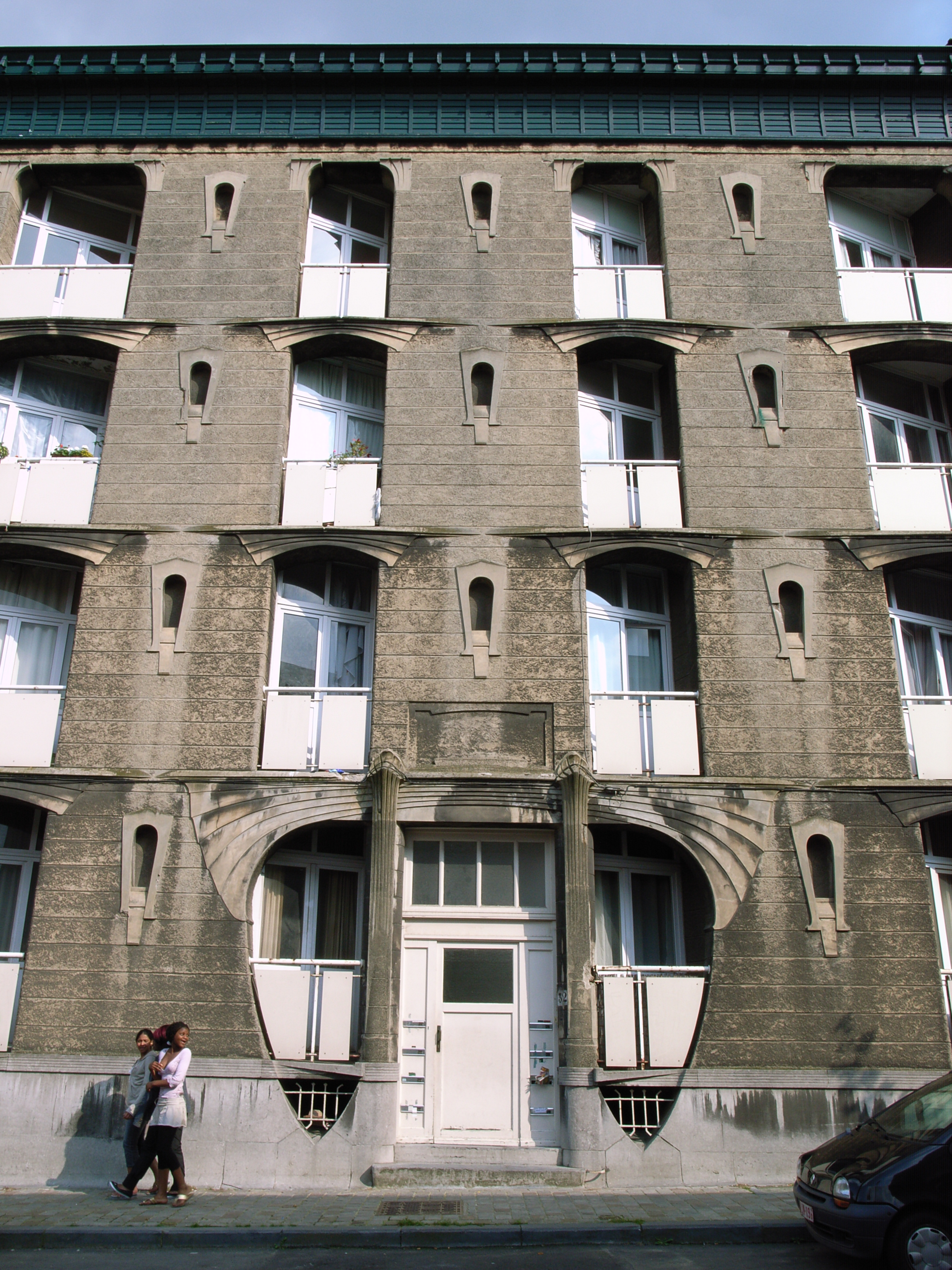
Les travées d'entrée.
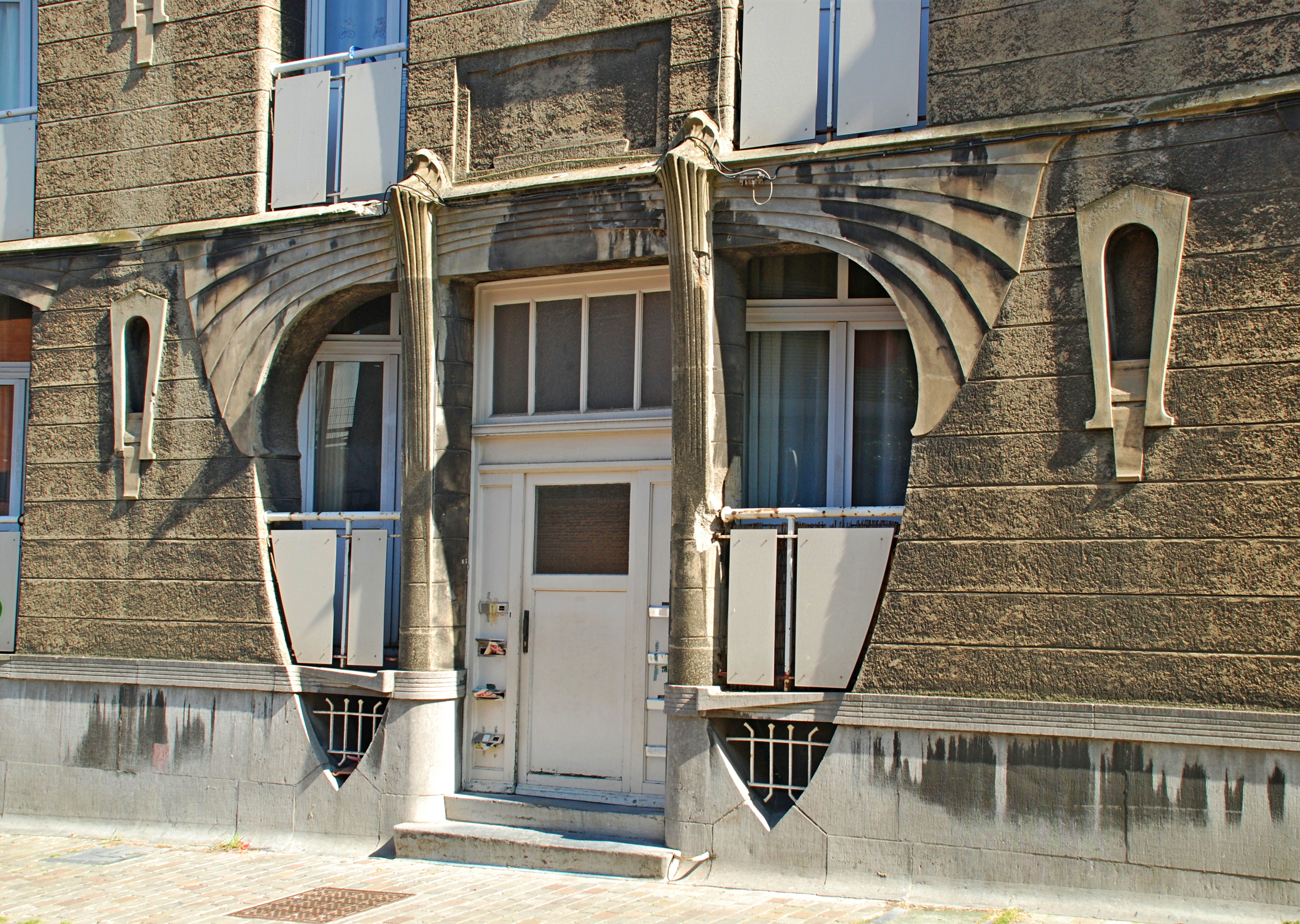
Le porche.
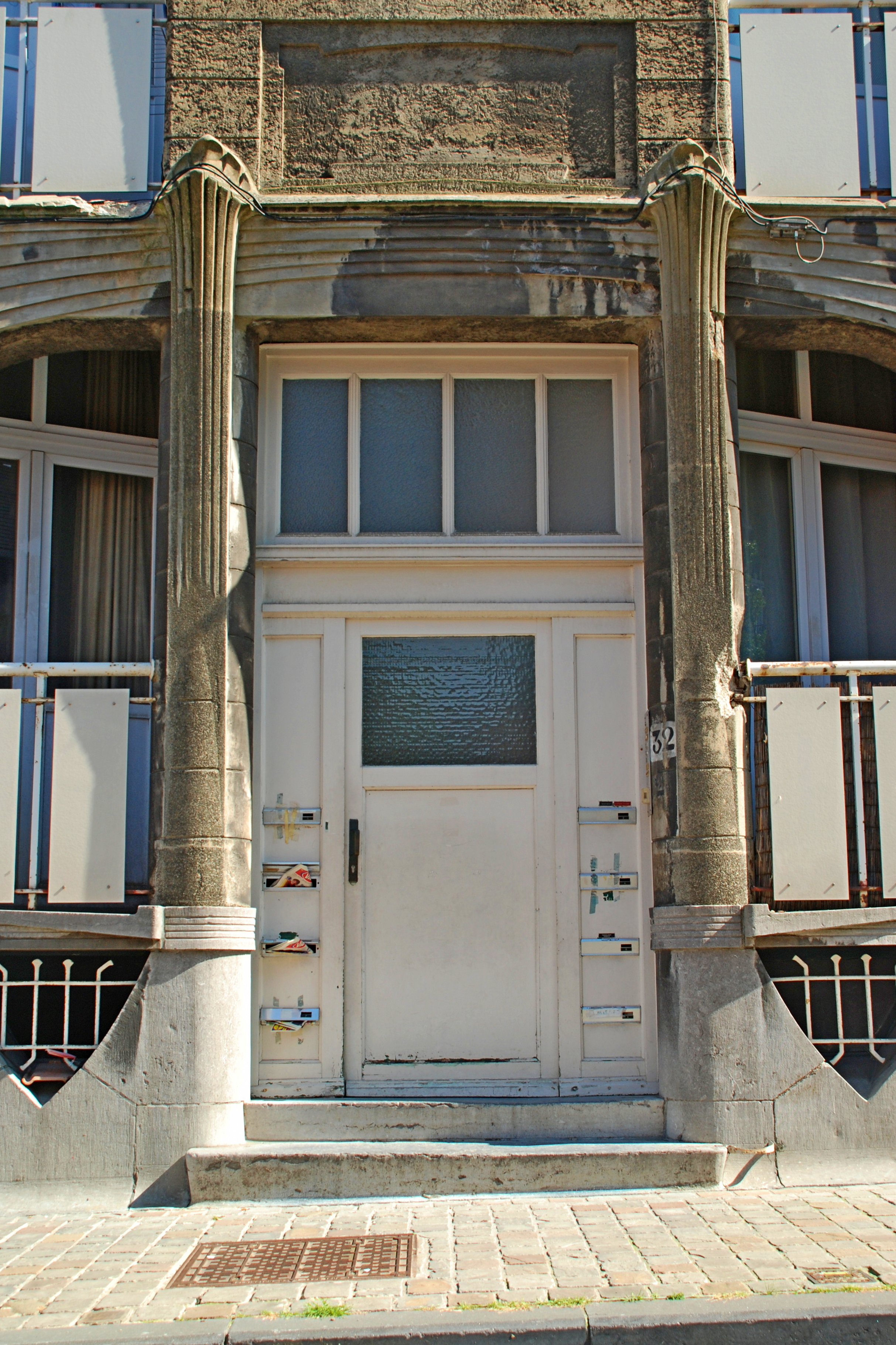
La porte.
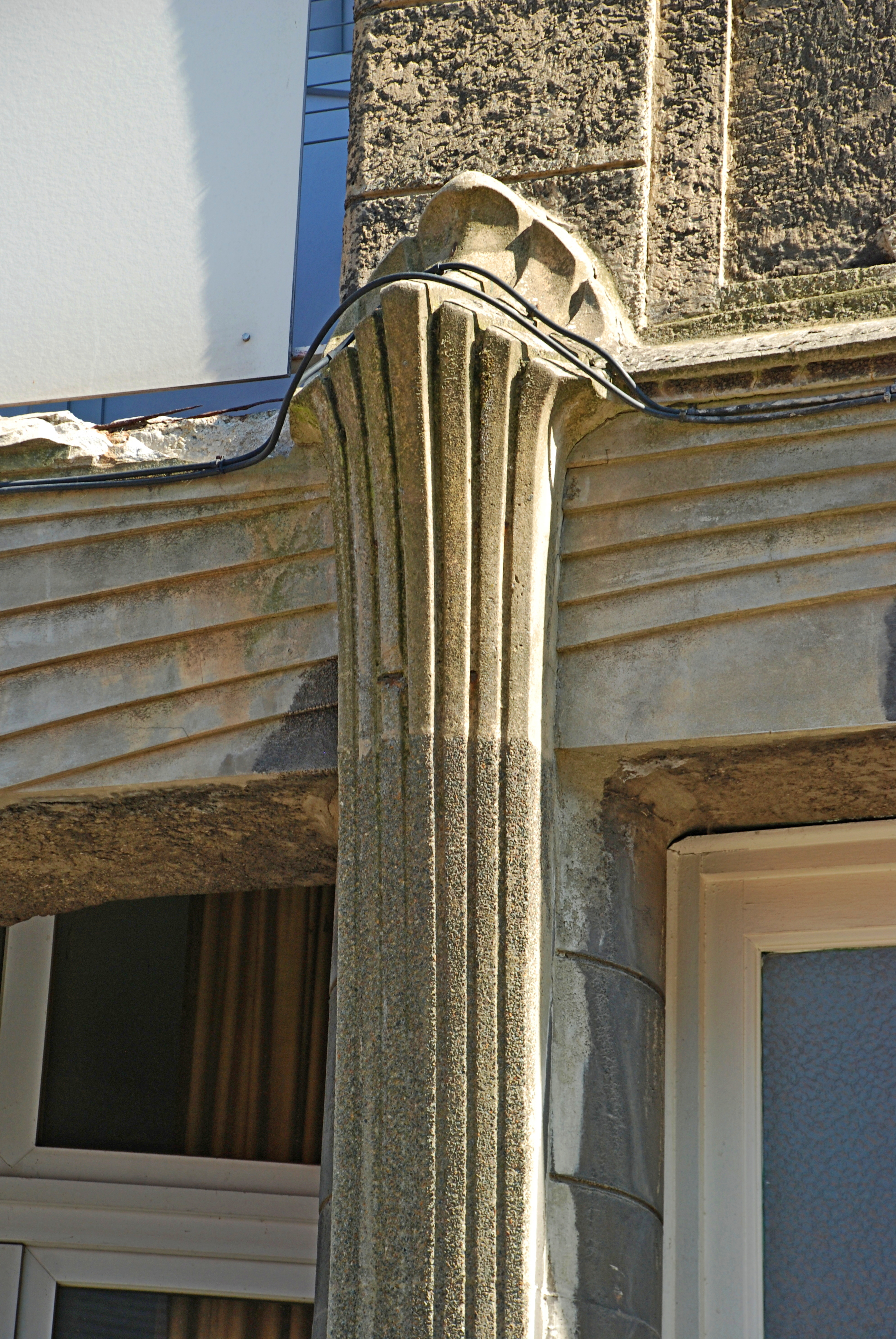
Ornement de la porte.